# Договор между Великобританией и Лагосом (1852)
Договор между Великобританией и Лагосом от 1 января 1852 года был заключен между Соединенным Королевством (представленным коммодором Генри Уильямом Брюсом, командующим британским флотом в Западной Африке, и Джоном Бикрофтом, британским консулом в заливах Бенина и Биафры) и Обой (королём) Акитое, недавно с британской помощью ставшим Обой Лагоса.

## Британские антирабовладельческие меры и морская бомбардировка Лагоса в 1851 году
В начале 19-го века Британия боролась против трансатлантической работорговли, и эскадра в Западной Африке преследовала португальские, американские, французские и кубинские рабовладельческие корабли и навязывала соглашения о борьбе с рабством западноафриканским прибрежным вождям с настойчивостью, создавшей сильное британское присутствие вдоль западноафриканского побережья от Сьерра-Леоне вплоть до дельты Нигера в сегодняшней Нигерии и даже до Конго.
В 1849 году Британия назначила Джона Бикрофта консулом в заливах Бенина и Биафры (одновременно с его правлением в Фернандо-По) до его смерти в 1854 году. Во время назначения Бикрофта Королевство Лагос при Обе Косоко находилось в западной части территории консульства и было ключевым торговым портом рабов. В 1851 году под давлением освобожденных рабов, которые теперь обладали политическим и деловым влиянием, Британия начала в Лагосе так называемую бомбардировку Лагоса (вылившуюся в два десанта, второй из которых стал успешным). Британцы свёргли Обу Косоко, установили власть Обы Акитое, и 1 января 1852 года подписали с ним договор между Великобританией и Лагосом, который запретил работорговлю, что положило начало «консульскому периоду» в истории Лагоса, когда Британия обеспечивала Лагосу военную защиту и играла основную роль в его политике. Этот период завершился в 1861 году с аннексией Британией Лагоса.

## Текст договора
Текст Лагосского договора 1852 года приводится ниже: 
 Коммодор Генри Уильям Брюс, главнокомандующий кораблями и кораблями Её Величества на западном побережье Африки, и Джон Бикрофт, эсквайр, Консул Её Величества в Заливах Бенина и Биафры со стороны её Величества Королевы Англии, а также король и вожди Лагоса и окрестностей, со стороны себя и своей страны, договорились о следующих статьях и условиях:
Статья I Вывоз рабов в зарубежные страны навсегда отменен на территориях короля и вождей Лагоса; и король и вожди Лагоса занимаются разработкой и провозглашением закона, запрещающего любому из их подданных или любому лицу в пределах их юрисдикции продавать или помогать в продаже любого раба для транспортировки в другую страну; и король и вожди Лагоса обещают наложить суровое наказание на любого человека, который нарушит закон.
Статья II Ни одному европейцу или любому другому лицу не разрешается проживать на территории короля и вождей Лагоса с целью ведения каким-либо образом перевозки рабов; и никакие дома, или рынки, или здания любого рода, какие бы то ни было, не должны быть возведены с целью работорговли на территории короля и вождей Лагоса; и если в будущем будут построены какие-либо такие дома, рынки или здания, а король и вожди Лагоса потерпят неудачу или не смогут их уничтожить, они могут быть уничтожены любыми британскими офицерами, занятыми подавлением работорговли.
Статья III Если в какой-то момент окажется, что работорговля осуществлялась через территорию короля и вождей Лагоса или с нее, Великобритания может силой подавить в ней торговлю рабами, и британские офицеры могут захватить ведущие работорговлю лагосские лодки в любом месте; и король и вожди Лагоса будут подвергаться серьезному недовольству со стороны короля и королевы Англии.
Статья IV Рабы, в настоящее время удерживаемые для вывоза, должны быть доставлены любому британскому офицеру, должным образом уполномоченному на их получение, с целью доставки в британскую колонию и освобождения там; и все орудия работорговли, а также бараки или здания, используемые исключительно в работорговле, должны быть немедленно уничтожены.
Статья V Европейцы или другие лица, которые сейчас заняты работорговлей, должны быть высланы из страны; дома, магазины или здания, которые до сих пор использовались в качестве рабовладельческих, если они не были превращены в законные объекты в течение трех месяцев после заключения этого соглашения, должны быть уничтожены.
Статья VI Подданные королевы Англии всегда могут свободно торговать с народом Лагоса любыми предметами, которых они хотят купить и продать во всех местах, а также в портах и реках на территориях короля и вождей Лагоса и на всей территории их владений; и король и вожди Лагоса обещают не оказывать услуг и не давать привилегий судам и торговцам других стран, каких они не оказывают англичанам.
Статья VII Король и вожди Лагоса заявляют, что ни один человек никогда не должен приноситься в жертву на их территориях из-за религиозных или других церемоний; и что они предотвратят варварскую практику убийства пленных, захваченных на войне.
Статья VIII Полная защита должна быть предоставлена миссионерам и священникам любой нации или страны, следующих призванию распространять знания и доктрины христианства и распространяя блага цивилизации на территории короля и вождей Лагоса.
Следует поощрять таких миссионеров и священников в их трудолюбии, строительстве домов для проживания, школ и часовен. Им не следует препятствовать или мешать в их усилиях по обучению доктринам христианства всех людей, желающих обучаться; и ни один из подданных короля и вождей Лагоса, которые могут принять христианскую веру, не должен подвергаться притеснениям или беспокойству из-за этого или из-за их обучения или осуществления веры.
Король и вожди Лагоса также соглашаются выделить участок земли на удобном расстоянии от основных городов, чтобы использовать его в качестве кладбища для христиан. И похороны и могилы мертвых не должны быть нарушены никоим образом по каким-либо причинам.
Статья IX Настоящим прямо зарезервировано за правительством Франции возможность стать участником настоящего Договора, если оно сочтет это целесообразным, в соответствии с положениями, содержащимися в статье v Конвенции между Ее Величеством и королем Франции о пресечении торговли рабами, подписанного в Лондоне 22 мая 1845 года.
В соответствии с этим мы поставили наши руки и печати в Лагосе на борту корабля Ее Британского Величества "Пенелопа" 1 января 1852 года.
(подпись) Г. У. БРЮС  
(подпись) ДЖОН БИКРОФТ  
(подпись) КОРОЛЬ АКИТОЕ  
(подпись) АТЧОБУ 

 (подпись) КОСАЭ 